# Autophila dilucida
Autophila dilucida là một loài bướm đêm trong họ Erebidae.